# أوليفر ألسويرث باكلي
أوليفر ألسويرث باكلي (بالإنجليزية: Oliver Ellsworth Buckley) هو مخترع ومهندس أمريكي، ولد في 8 أغسطس 1887 في سلون في الولايات المتحدة، وتوفي في 14 ديسمبر 1959 في نيوآرك في الولايات المتحدة.